# 2nd
2nd – drugi minialbum fińskiej grupy The Rasmus wydany w 1995 roku w Finlandii.

## Lista utworów
1. "Myself" – 3:53
2. "Postman" – 2:36